# 第1次ヴィルヘルム・ブル内閣
第1次ヴィルヘルム・ブル内閣（だいいちじヴィルヘルム・ブルないかく）は、1942年5月4日から1942年11月9日までデンマーク政府だった。トーヴァル・スタウニング首相の死後にできた。

## 大臣の一覧
下の表の一部の期間は、1940年7月8日より前に開始するか、1942年5月4日以降に終了する。これは、大臣が第6次スタウニング内閣またはスカヴィーニウス内閣にも所属していたためである。
この内閣は、以下の通り構成されていた。
| 役職         | 画像 | 氏名                           | 政党                 | 任期                        |  |
| ------------ | ---- | ------------------------------ | -------------------- | --------------------------- |  |
| 首相         |      | ヴィルヘルム・ブル             | デンマーク社会民主党 | 1942年5月4日-1942年11月9日  |  |
| 外務大臣     |      | イーレク・スカヴィーニウス     | 無所属               | 1940年7月8日-1943年8月29日  |  |
| 財務大臣     |      | ヴィルヘルム・ブル             | デンマーク社会民主党 | 1937年7月20日-1942年7月16日 |  |
| 財務大臣     |      | アルスィング・アナスン         | デンマーク社会民主党 | 1942年7月16日-1942年11月9日 |  |
| 国防大臣     |      | セーアン・ブロアソン           | ヴェンスタ           | 1942年5月4日-1943年8月29日  |  |
| 教会大臣     |      | ヴィルヘルム・フィービガ       | 保守党 (デンマーク)  | 1940年7月8日-1942年11月9日  |  |
| 教育大臣     |      | ヤアアン・ヤアアンスン         | ラディケーリ         | 1935年11月4日-1942年11月9日 |  |
| 法務大臣     |      | アイギル・トゥーネ・ヤコプスン | 無所属               | 1941年7月9日-1943年8月29日  |  |
| 内務大臣     |      | クヌーズ・クレステンスン       | ヴェンスタ           | 1940年7月8日-1942年11月9日  |  |
| 農水大臣     |      | クレステン・ボーディング       | デンマーク社会民主党 | 1935年11月4日-1943年8月29日 |  |
| 公共事業大臣 |      | ゴナ・ラースン                 | 無所属               | 1940年7月8日-1943年8月29日  |  |
| 商工海運大臣 |      | ハルフダン・ヘンドレクスン     | 保守党 (デンマーク)  | 1940年10月3日-1945年5月5日  |  |
| 社会大臣     |      | ヨハネス・ケアブル             | デンマーク社会民主党 | 1940年7月8日-1942年11月9日  |  |

| 先代 第六次スタウニング | デンマークの内閣 1940-1942 | 次代 スカヴィーニウス |